# Citharexylum laetum
Citharexylum laetum là một loài thực vật có hoa trong họ Cỏ roi ngựa. Loài này được Hiern mô tả khoa học đầu tiên năm 1878.